# 西貢朋友足球會
西貢朋友足球會（Sai Kung Friends Football Club），是香港一支足球隊，曾經在九十年代於香港甲組足球聯賽作賽，其後於2002-2003賽季至2009-2010賽季將會籍外借予德高金融，並改名德高朋友參賽；由2010-2011賽季開始，西貢朋友將會籍借給香港足球體育事工窖下的葛士寶足球會，並以葛士寶朋友名義參賽。

## 球隊歷史
西貢朋友由西貢區一班熱心足球運動的人士組成，身為西貢區原居民的前香港足球代表隊門將何容興，1990年代亦曾替西貢朋友在乙、丙組賽事上陣。
於1997–98年，在乙組聯賽獲得季軍，因冠、亞軍球隊港會與中福均放棄升班，西貢朋友遂以後補資格，首次升上香港甲組足球聯賽作賽。
1998–99年，初次在甲組亮相的西貢朋友，雖然擁有巴西射手湯美，但整體實力較為參差，在八支球隊中名列第七，幸好乙組冠、亞軍球隊港會與消防均放棄升班，西貢朋友遂獲准留級。1999–00年，由於射手湯美轉投愉園，西貢朋友實力進一步削弱，結果連續兩屆在甲組八支球隊名列第七，這次不但沒有申請留級，並且宣布退出。
西貢朋友之後再次加入香港丙組(甲)足球聯賽，但隨即將會籍外借，並改名德高朋友，於2004–05年獲得丙組聯賽總冠軍，得以升上乙組作賽。不過，2005–06年乙組位列包尾，只作賽了一季便降回丙組作賽。
2008–09年度球季，德高朋友於季前舉行的「四海挑戰盃七人賽」丙組甲初賽決賽與五一七踢成 1–1 平手，互射十二碼以 15–14 勝出，得以晉身8月30日於旺角大球場舉行的「四海挑戰盃七人賽」，於首圈以 0–3 不敵甲組球隊公民出局。
同屆香港丙組(甲)足球聯賽以 19 戰 13 勝 3 和 3 負得 42 分，獲得亞軍，取得丙組總決賽參賽資格。德高朋友於總決賽成績 1 勝 1 和 1 負得 4 分，憑較佳得失球壓倒浩運，成為丙組聯賽總亞軍，升上乙組作賽。
2009–10年，在乙組聯賽 16 戰全敗包尾，只作賽了一年便要再次降回丙組。

### 葛士寶朋友時代（2010年至今）

#### 2010–11球季
2010–11年度球季，將球會會籍借給香港足球體育事工轄下於2008年成立的葛士寶足球會，在前香港隊球員譚偉國助陣下，獲得香港丙組(甲)足球聯賽第6名     。

#### 2012–13球季
2012-13年度球季，丁組聯賽冠軍首名至第4名的球隊獲得2013-2014年度丙組聯賽的升班名額，下半季從丙組聯賽的虎門借用前香港23歲以下足球代表隊及香港五人制足球代表隊的中場吳家銘加盟，加強球隊的中前場創造力。2013年5月13日，葛士寶朋友在最後一週聯賽煞科戰以2－0不敵光華在丁組聯賽以 28 戰 15 勝 5 和 8 負得 50 分，以第5名完成丁組聯賽，未能獲得第4名升班資格 。

#### 2013-14球季
2013-14年度球季，丁組聯賽冠軍首名的球隊可以獲得2014-2015年度香港丙組聯賽的升班名額，開季前公布了新贊助商萬友富士自動販賣機加入成為贊助商之一。2013年9月22日因為颱風吹襲的關係，第一週的比賽延期。2013年9月29日，第二週的聯賽以1比0擊敗中西區，之後保持十場不敗排榜首，主導升班的形勢。在下半季2014年1月19日，葛士寶朋友在聯賽第十二週以3比4不敵首飾，不敗記錄告終。相隔一週後，在2014年1月26日，葛士寶朋友在沙田運動場以4－1擊敗瑞聯重奪首名的升班資格。葛士寶朋友在2014年3月2日最關鍵一仗，未能於作客西貢一仗在西貢鄧肇堅運動場扭轉頹勢，以3比1落敗，葛士寶朋友最終錄得20 戰 14 勝 4 和 2 負得 46 分的成績，以第2名完成丁組聯賽，痛失升班資格  。

#### 2014-15球季
2014-15年度球季，因應香港超級聯賽成立，丁組聯賽升格為香港丙組聯賽，冠軍首名的球隊及亞軍次名的球隊可以獲得2015-2016年度香港乙組聯賽的升班名額。2014-15年度球季，葛士寶朋友第一代主力成員，董浩然、鍾偉豪、張天德及吳家銘得到香港超級聯賽球會、香港甲組聯賽和香港乙組聯賽球會的賞識及因私人事務，相繼離隊。由第二代成員帶領及開始提升到一隊參與香港丙組聯賽的S.M.E.R.T.計劃第一代成員。葛士寶朋友錄得26 戰 15 勝 2 和 9 負得 47 分的成績，以第5名完成香港丙組聯賽 。

#### 2014–15：香港初級組足總盃
2014-2015球季，球隊在2014年12月14日香港足總盃初級組第一圈，對九龍木球會下半場落後2比3的情況下，憑藉前鋒黃耀裕梅開二度完成帽子戲法，以4比3反勝九龍木球會晉級第二圈對浩運。
2014年12月21日，葛士寶朋友在同一場地蒲崗村道公園再次上演奇蹟，面對浩運的第二圈賽事在下半場被扳平2比2需要進行十二碼大戰，第一輪至第五輪雙方先後中鵠。十二碼大戰進行驟死賽階段，守門員李康林成功救出浩運第十輪的十二碼，以總比分5比6淘汰浩運晉級第三圈。
2014年12月28日，葛士寶朋友在第三圈面對淦源擁有蘇康城、譚浩邦、陳啟康、葛祖威、蔡仲賢、冼家裕、羅倫士及戴思聰等曾經在頂級聯賽球會效力的前香港足球代表隊及前香港奧運足球代表隊成員，以2比1將其淘汰出局晉級半準決賽。
2015年1月11日，在半準決賽以5比0敗給沙田，未能晉級準決賽，是球會創立之後的最佳成績。

#### 2015-16球季
2015-16年度球季，香港丙組聯賽一共16隊參賽,屬升格後的丙組聯賽歷屆之最。球隊在2015-16年度進入重組的階段，從S.M.E.R.T.計劃出生的第一代成員參與丙組聯賽的第二年度，開始成員為第三代成員，因經驗不足。球隊在聯賽上半季第三週2015年9月20日，葛士寶朋友於城門谷運動場面對凱景的聯賽以0比1落敗及聯賽上半季第七週2015年10月18日，葛士寶朋友於九龍仔運動場面對中西區以2：2扳平。在聯賽下半季第十八週2016年2月20日，於廣福公園面對凱景的聯賽以2比1落敗，葛士寶朋友先後被凱景雙殺及聯賽下半季第二十二週2016年3月20日，於馬鞍山運動場面對凱景的聯賽以0比2敗北，葛士寶朋友錄得30 戰 15 勝 3 和 12 負得 48 分的成績，以第7名完成香港丙組聯賽 。

#### 2016–17球季
2016–17年度球季，香港丙組聯賽冠軍首名至第4名的球隊獲得2017-2018年度香港乙組聯賽的升班名額，在上帝、耶穌、隊牧黃錦添、教練譚偉國及領隊葉顯揚的帶領下。以及S.M.E.R.T.計劃出生的第二代成員收成期，展開一段仿似李斯特城般的球季。在聯賽上半季第一週2016年9月4日，葛士寶朋友於馬鞍山遊樂場面對騰翱聖約瑟的聯賽，以3比1敗陣。2016年9月11日，葛士寶朋友作客荃灣一仗在城門谷運動場的第二週聯賽，因暴雨的關係，比賽延期舉行。
2019年9月18日的第三週聯賽，葛士寶朋友於馬鞍山遊樂場以2比1擊敗駒騰體育會拿到2016-17年度球季首勝，相隔一星期在2016年9月25日，第四週的聯賽，葛士寶朋友於馬鞍山運動場面對下半場踢少一人的永高虎門，前鋒劉曉瀛把握對方守門員領紅牌以及踢多一人的情況下，射成2比1反勝永高虎門，拿到二連勝。2016年10月1日，葛士寶朋友在聯賽第五週，於曾大屋遊樂場面對勁旅愉園體育會以4比1敗陣，對愉園的比賽，球員們並沒有怯場，前鋒黎廣業成為在愉園身上拿到入球的葛士寶朋友球員。
2016年11月20日，葛士寶朋友在聯賽第十一週，球會於馬鞍山運動場以1比0擊敗高力北區。在聯賽下半季球隊保持排名在積分榜的第三位力保不失，聯賽進行到第十九週補賽，2017年4月19日，葛士寶朋友於香港超級聯賽球會富力R&F主場小西灣運動場一仗對宏輝駒騰，上半場落後二比零後，下半場憑中場林俊賢一次禁區外左邊的自由球省射中人牆改變方向及一次40碼的自由球笠死對方守門員梅開二度，以2比2扳逼和，拿到關鍵性的一分。相隔三日後，2017年4月23日，葛士寶朋友作客高力北區一仗在北區運動場的第二十三週聯賽，葛士寶朋友只要擊敗高力北區就可以提前三輪拿到2017-18年度香港乙組聯賽的升班資格，繼首循環聯賽葛士寶朋友再次以0比1擊敗高力北區，先後零封高力北區。
2017年4月30日，葛士寶朋友在第二十四週的聯賽終葵涌運動場以1比1扳平首飾。2017年5月17日，葛士寶朋友在最後一週聯賽於屯門鄧肇堅運動場對衛士博體育會雖然被對方的自由球巧妙笠入，射成1比0最終無阻葛士寶朋友升班，葛士寶朋友錄得26 戰 15 勝 3 和 8 負得 48 分的成績，以第3名完成丙組聯賽獲得第三名，升上香港乙組聯賽  。

#### 2017–18球季
2017-18年度球季，球隊重召一班已經離開球隊有五年時間，在香港甲組聯賽和香港乙組聯賽球隊打拚多年，在球隊內未能成為主力的第一代成員領導一眾第二代及第三代成員。惟球隊開季受惡劣天氣影響，在2017年9月3日第一週的聯賽對中西區以及2017年9月10日第二週的聯賽對光華延至2017年10月1日及2017年11月5日。球隊到2017年9月17日第三週的聯賽首度亮相，葛士寶朋友面對九龍城以0比4大敗，及後在2017年9月24日第四週的聯賽，葛士寶朋友面對同樣在2016-17年度球季，香港丙組聯賽以殿軍身分升班的老對手福建以0比0賽和對方，拿到乙組第一分。2017年10月1日，第一週的聯賽補賽，葛士寶朋友於荃灣海濱公園面對在2013-14年度球季至2015-16年度球季香港丙組聯賽的老對手中西區，在比賽前一刻，賽事因天雨關係以及場監及球證的判斷下延遲比賽時間，雨勢稍為減弱下，葛士寶朋友以0比4不敵勁旅中西區，錄得第二場敗仗。惟球隊沒有放棄在2017年10月8日，對油尖旺以一比一扳平，拿到第二分。
2017年10月15日聯賽的第五週，葛士寶朋友於天業路公園對勁旅愉園，賽事因天雨關係延期進行。球隊到2017年11月5日進行第二週的聯賽補賽，葛士寶朋友於粉嶺遊樂場對光華，下半場補時階段，守門員張偉江直接長傳到前場，中場鄭景安接應後沿左邊邊線位置不斷向前推進，在於禁區外割草式射門得手，以0比1擊敗光華拿到乙組首勝。一星期後在2017年11月12日進行第九週的聯賽，葛士寶朋友於蒲崗村道公園以0比4大勝西貢拿到乙組二連勝。
球會在2017年11月19日對天旭足球會及2017年11月26日在天水圍運動場對屯門的聯賽，先後以2比0不敵對手。接著2017年12月3日的第十二週聯賽於九龍仔公園大敗給深水埗五比一，錄得最大比數的敗仗。其後在2017年12月10日，葛士寶朋友對浩運的第十三週聯賽，下半場憑中場林俊賢射入十二碼及一次接應李嘉偉的橫傳遠射得手和前鋒劉曉瀛的頭球以及把握對方守門員回傳失誤，以4比1擊敗踢少一人的浩運。惟球隊在上首循環聯賽因天雨影響球隊的部署，陣中第一代成員以及第二代成員相繼出現老化，錄得3勝2和8負得8分的成績在護級的邊緣。
在次循環聯賽在主力第一代及第二代成員因受傷、工作及學業影響未能參與次循環聯賽，開始重用從S.M.E.R.T.計劃出生的第三代成員，及後在2018年2月4日第十四週的聯賽，球隊在屯門鄧肇堅運動場對天旭的比賽取得不俗的形勢，可惜一次的犯錯被天旭反勝四比三。同樣的情況在2018年2月11日對光華的第十五週的聯賽，上半場球隊踢少一人的情況下扳平對方0比0，直到下半場完場前在禁區內犯規被判十二碼，對方把握機會射入十二碼以0比1撃敗葛士寶朋友。之後在2018年2月25日再次以大比數5比1敗給九龍城及2018年3月3日以2比0不敵屯門，惟獨上帝、耶穌基督、隊牧黃錦添先生、領隊葉顯揚先生、主席邵公田先生和為葛士寶朋友不斷守望禱告的一眾弟兄姊妹沒有放棄，把比賽結果及比賽過程交給上帝尋求耶穌基督的幫助。在2018年3月11日對深水埗的第十八週的聯賽，上半場比賽開始了三分鐘，前鋒李俊諺把握對方守門員回傳的失誤射成1比0直到下半場比賽結束，再度拿到三分。接著到2018年3月18日第十九週的聯賽，在湖山遊樂場對西貢上半場二十二分鐘關明德妙射得手及下半場七十分鐘，中場李文峯接應徐偉傑的長傳頂入以2比0擊敗西貢，再次拿到二連勝。
2018年3月25日第二十週聯賽賽事，對愉園因天雨延期三週到4月18日進行。接著2018年4月8日，葛士寶朋友作客葵青一仗於葵涌運動場的第二十一週聯賽，下半場七十四分鐘憑著中場鍾緯麟的入球扳平1比1，之後不斷在葵青的禁區外尋找射門機會，但是都是未能拿到入球，下半場九十分鐘一次的犯錯被對方一次遠距離笠射反勝2比1。
2018年4月15日，葛士寶朋友對永高虎門的第二十二週的聯賽，賽事因天雨延期兩週進行，三天後在2018年4月18日於石硤尾公園的第二十週聯賽補賽對愉園，在上半場三十分鐘落後一球的形勢，下半場與愉園互有攻守的情況下未能扳平一比一    
。緊接四天後在2018年4月22日第二十三週聯賽對福建憑著中場林沛倫一箭定江山，以1比0擊敗對手重燃護級的曙光。一星期之後2018年4月29日第二十四週聯賽憑藉前鋒李俊諺梅開二度以2比1擊敗中西區，縱此之後展開了一星期連續三天的聯賽。
相隔四天後在2018年5月2日第二十二週的聯賽補賽在九龍灣公園對永高虎門在上半場落後一比零的情況下，球隊沒有放鬆，不斷把握破門機會，都是未能成功扳平一比一。球隊於四天後在2018年5月6日作客浩運一仗於香港足球會球場的第二十五聯賽，葛士寶朋友只要擊敗浩運便會逃離降班區域，在下半場六十六分鐘，前鋒歐尚文在左邊個人突破射門得手，以1比1扳平浩運。
2018年5月13日，葛士寶朋友在最後一週聯賽，展開了與漢堡相同的結局，上半場多次的射門未能拿到上風，下半場防線出現三次漏洞被油尖旺反擊成3比0，下半球九十分鐘，林俊賢接應角球後射門仿如意甲第三十六週聯賽，李昇祐在維羅納作客AC米蘭的比賽中在禁區外相同的位置遠射，協助球隊拿到得球，最後未能護級成功。葛士寶朋友以26戰7勝3和16負得24分，以第12名完成香港乙組聯賽，來季與葵青、西貢和福建一同降到2018-19年度香港丙組聯賽 。

#### 2018–19球季
2018-19年度球季，重回香港丙組聯賽後，球會以S.M.A.R.T.計劃的成員作為主力。在2018年9月16日第一週聯賽對龍城康體受颱風山竹影響延期，第二週聯賽對車路士足球學校_(香港)及第三週聯賽對葵青先後以2比0敗陣，球會並沒有放棄。在2018年10月7日第四週聯賽以2比1完勝首飾，取得首勝。在2018年10月14日第五週聯賽對西貢扳平0比0力保不失後，先後都在2018年10月20日第六週聯賽對福建、2018年10月28日第七週聯賽對自由人能夠得勝，連續四場保持不敗。
在2018年11月4日第八週聯賽面對以英華書院畢業生、前標準流浪及前理文青年軍組成的駒騰體育會在大坑東遊樂場，球會在下半場作出多次的射門未能夠拿到進球，以1比0敗陣。在2018年11月11日第九週聯賽在蒲崗村道公園對荃灣，下半場九十分鐘拿到自由球，譚逸謙接應隊友短傳後未能把握反先的機會，最後以1比1扳平。2018年11月18日第十週聯賽在跑馬地遊樂場面對國強，下半場九十分鐘，李俊諺繞過守門員後射門中柱彈出未能反先，球會以2比2扳平國強。在2018年11月25日第十一週聯賽面對大聯盟足球學院，雖然對方球員人數不足，但是球會履行體育精神以7比0完勝標準盛豐大聯盟，拿到大比分的得勝。在2018年12月2日第十二週聯賽以2比0完勝龍門再次得勝，球會在2018年12月9日第十三週聯賽完勝離島3比0拿到二連勝。在2019年1月13日第一週聯賽對龍城康體的補賽中，再次以3比0完勝。經過半季的洗禮後，球會以7勝3和3負得24分完成上半季。
雙隔一個月後，球會在下半季2019年2月13日第十四週聯賽作客九龍仔運動場再次面對龍城康體，以2比4拿到下半季第一場得勝。一週後作客葵涌運動場的第十五週聯賽，下半場九十四分鐘，歐尚文自由球破網協助球會以3比3扳平葵青，用上一年時間成功打和對手。在2019年2月24日第十六週聯賽在於西貢鄧肇堅運動場對車路士足球學校_(香港)和2019年3月3日第十七週聯賽對首飾，因場地積水延期進行。
2019年3月10日，教練羅治山舉行婚禮，第十八週聯賽對福建的賽事改期進行。
在2019年3月17日第十九週聯賽，葛士寶朋友首度在賽馬會香港足球總會足球訓練中心亮相對西貢，上半場以3比0的比分結束，下半場被扳平3比3未能得勝。一週後以3比2反勝自由人。事隔兩週後，再度亮相賽馬會香港足球總會足球訓練中心對駒騰體育會在上半場敗陣1比0後，下半場六十二分鐘，球會把握對方的犯規，歐尚文把握三十碼的自由球直射右上角彎入成1比1，葛士寶朋友在把握踢多一人的優勢未能反勝，以1比1扳平駒騰，拿到寶貴的一分。
在2019年4月7日第二十二週聯賽對離島，下半場八十六分鐘，徐偉傑接應隊友的角球扳平1比1。三天後聯賽補賽第十六週面對車路士足球學校_(香港)，上半場一分鐘歐尚文妙射成1比0，下半場被反先2比1，由於車路士足球學校_(香港)派遣停賽球員，賽後被判負3比0，用了半季時間繼初級組足總盃後，再次在車路士足球學校(香港)拿到進球，在聯賽首次擊敗車路士足球學校(香港)拿到寶貴的三分。
在2019年4月14日第二十三週聯賽，葛士寶朋友未能在荃灣海濱公園作客荃灣一仗勝出，落敗2比0。一週後在第十八週聯賽補賽以2比0擊敗福建重新得力。在2019年4月28日，再度亮相西貢鄧肇堅運動場面對大聯盟足球學院的第二十四週聯賽，在下半場九十分鐘拿到自由球，歐尚文的射門越楣而去未能絕殺2比1。一週後在相同的地點對國強的第二十五週聯賽因場地積水延期進行。2019年5月12日，葛士寶朋友未能在馬鞍山運動場一仗面對首飾，下半場九十三分鐘，歐尚文在不負眾望之下射出十二碼，可惜因抱付著壓力下中楣彈出未能絕殺1比0。2019年5月19日，葛士寶朋友以0比2擊敗龍門拿到第二十六週聯賽的勝利以及在2019年5月26日第二十五週聯賽補賽，上半場三十九分鐘歐尚文三十碼遠距離射成2比0，協助球會以3比0得勝。葛士寶朋友以26戰13勝9和4負得48分得第五名 。

#### 2019–20球季
球會在2019年8月2日星期五晚上九點鐘，在九龍仔公園一號場仿真場開操，球會保留九成2018－19年度球季的主力以及從S.M.E.R.T.計劃補充了新球員，2019年9月8日星期日，2019－20年度香港丙組聯賽第一週在屯門兆麟運動場對重返香港丙組聯賽的奇峰。

#### 2020–21球季
因應足總的新賽制，球會加入數名u22球員，包括彭嘉皓、鄧煒達、蘇子翔、黃浩楠、蔡恩傑、何建霖，球隊亦有從英國回流的球員陳志鏗加入。在2020年11月29日對駿達的賽事，球隊先落後兩球後，憑著兩位新加盟的u22球員彭嘉皓和黃浩楠各入一球，以2-2逼和對手。因受到2019冠状病毒病疫情的影響下，球季於12月至3月暫停，在復賽後因積分不影響排名，球隊多使用年青球員吸收經驗。在2021年6月13日的煞科戰，副隊長鄭景安戴上隊長臂章，並於賽後宣告離隊，結束在球隊多年的球員身份，而黃皓城和張立衡等效力多年的球員也於賽季後離開球隊。球隊最後以5勝5和5敗的成績排名第8結束賽季。

#### 2021–22球季
球隊加入多名新球員加強實力。

#### 2024–25球季
球隊於香港丙組聯賽（爭標組）排名第二，獲得升班資格。

## 球隊近況
在2015-16年度球季，葛士寶朋友在農曆年於維多利亞公園首次舉辦年宵市場，收入用作青訓以及讓未有信仰的朋友透過葛士寶足球會來認識福音。 在2016-17年度球季，球會拿到2016-17香港丙組聯賽季軍後升班2017-18年度香港乙組聯賽，在球季開季前與香港女子足球代表隊進行了一場熱身賽 。 
在2018-19年度球季，創立U13青年隊參與2018-19賽馬會青少年聯賽（U13丙組聯賽），透過屬靈的九個果子以及有良好品格榮耀神  
。
以及與FCV國際足球學院合辦INJOY足球訓練營 。

## 球會文化

### 詩歌敬拜
葛士寶朋友是一隊與K聯賽2球會高陽Hi、Thai League 4球會Bangkok Christian College、台灣企業甲級足球聯賽球會航源足球隊及智利甲組足球聯賽球會天主教大學競技俱樂部一樣在比賽作熱身運動前及開操前迎接新球季，與弟兄姊妹球迷們、球會管理層以及球員教練們先聚集一起唱出詩歌《我們愛(讓世界不一樣)》一起向天父上帝敬拜。

### 詩歌
《我們愛 (讓世界不一樣)We Will Love (We Can Make a Difference)》詞，曲：游智婷 Sandy Yu© 2008 Stream of Praise Music / BMI. CCLI #5164400 讚美之泉 版權所有。

### 互相禱告守望
敬拜結束後，一起把比賽遇到的任何事向天父上帝祈禱的宗教球會。比賽結束後，弟兄姊姊球迷們、球會管理層以及球員教練們一同聚集一起作後出比賽結束的祈禱。

### 場地整理
當教練團發出四長兩短的掌聲，啪啪～啪啪～啪～啪～ 之後，弟兄姊妹球迷們、球會管理層以及球員教練們在比賽結束後一起清理場地內使用過的支裝水以及回收所有打氣物品，保持場地整潔。

### 訓練場地
球會在2018年9月公布向香港中華基督教青年會位於馬鞍山的烏溪沙青年新村的運動場提改建，増加更衣室及改建現有觀眾席，提升草地質素，用作支援葛士寶朋友丙組隊及各支青訓隊伍提供的球會訓練以及球會團契的基地。但是因草地質素問題未能解決，導致計劃現在仍然閣置中。

## 球隊名字以及冠名變遷
| 年度           | 球隊中文名稱 | 球隊英文名稱                 | 冠名贊助 |
| -------------- | ------------ | ---------------------------- | -------- |
| 1990年－2008年 | 西貢朋友     | Sai Kung Friends             | 無       |
| 2008年－2010年 | 德高朋友     | Derico Friends               | 德高     |
| 2010年－2013年 | 西貢朋友     | Sai Kung Friends             | 無       |
| 2013年－       | 葛士寶朋友   | Gospel Friends / GFC Friends | 萬友富士 |

## 球會榮譽
| 榮譽                    | 次數        | 年度        |
| 本 土 聯 賽             | 本 土 聯 賽 | 本 土 聯 賽 |
| ----------------------- | ----------- | ----------- |
| 丙組聯賽（第三級） 冠軍 | 1           | 2004–05年   |
| 丙組聯賽（第三級） 亞軍 | 1           | 2008－09年  |
| 丙組聯賽（第四級） 季軍 | 1           | 2016–17年   |
| 本 土 盃 賽             |             |             |
| 初級組銀牌 冠軍         | 1           | 1997–98年   |

## 管理層及職球員名單
| 位 置               | 名 稱 及 國 籍    |          |          |          |          |          |
| 管 理 層            | 管 理 層          | 管 理 層 | 管 理 層 | 管 理 層 | 管 理 層 | 管 理 層 |
| ------------------- | ----------------- | -------- | -------- | -------- | -------- | -------- |
| 主席：              | 邵公田            |          |          |          |          |          |
| 副主席：            | Derek Shao        |          |          |          |          |          |
| 董事：              | 鄒作明            |          |          |          |          |          |
| 領隊：              | 葉顯揚            |          |          |          |          |          |
| 隊牧：              | 黃錦添            |          |          |          |          |          |
| 醫療顧問：          | 姜仲賢            |          |          |          |          |          |
| 攝影：              | Alex Chan         |          |          |          |          |          |
| 攝影：              | 蘇仕傑            |          |          |          |          |          |
| 攝影：              | 陳振宇            |          |          |          |          |          |
| 攝影：              | 楊附陞            |          |          |          |          |          |
| 教 練 團            |                   |          |          |          |          |          |
| 主教練：            | 譚偉國            |          |          |          |          |          |
| 助教：              | 凌志雄            |          |          |          |          |          |
| 助教：              | 張偉江            |          |          |          |          |          |
| 助教：              | 羅治山            |          |          |          |          |          |
| 助教：              | 黃浩賢            |          |          |          |          |          |
| 體能教練：          | 陳歷山            |          |          |          |          |          |
| 守門員教練：        | 董浩然            |          |          |          |          |          |
| 物理治療師：        | 張爾陽            |          |          |          |          |          |
| 青年軍教練（U12）： | Joe Chan          |          |          |          |          |          |
| 青年軍教練（U12）： | 張立衡            |          |          |          |          |          |
| 青年軍教練（U13）： | 趙汝霆            |          |          |          |          |          |
| 青年軍教練（U13）： | 尹東憲            |          |          |          |          |          |
| 青年軍教練（U14）： | 林振強            |          |          |          |          |          |
| 青年軍教練（U14）： | 羅治山            |          |          |          |          |          |
| 球迷會會長：        | Wong Ka Chun Rain |          |          |          |          |          |

### 2019/2020球員名單（丙組）
| 號碼   | 國籍   | 球員名字                        | 出生日期       | 加盟年份 | 前屬球會       | 備注               |
| 守門員 | 守門員 | 守門員                          | 守門員         | 守門員   | 守門員         | 守門員             |
| ------ | ------ | ------------------------------- | -------------- | -------- | -------------- | ------------------ |
| 1      | 香港   | 廖俊賢 (Liu, Chun Yin )         | 1996年11月19日 | 2018年   |                |                    |
| 20     | 香港   | 趙康霖 (Chiu, Hong Lam )        | 1995年3月15日  | 2018年   |                | 已流亡海外         |
| 23     | 香港   | 林才浩 (Lam, Choi Ho )          | 1994年3月25日  | 2015年   | 青年軍         |                    |
| 30     | 香港   | 趙汝霆 ( Chiu, Yu Ting )        | 1996年3月22日  | 2015年   | 油尖旺         |                    |
| 後衛   |        |                                 |                |          |                |                    |
| 3      | 香港   | 招民浩 ( Chiu Man Ho )          | 1995年6月5日   | 2014年   | 青年軍         | 隊長               |
| 4      | 香港   | 孫偉霖 ( Sun, Wan Lam )         | 1994年10月15日 | 2018年   |                |                    |
| 5      | 香港   | 李俊謙 ( Lee, Chun Him )        | 1987年12月3日  | 2012年   |                |                    |
| 6      | 香港   | 麥晧全 ( Mak, Ho Cheun)         |                | 2019年   | 青年軍         | 新加盟             |
| 13     | 香港   | 莊啟軒 ( Cheong, Kai Hin )      | 1987年11月27日 | 2015年   |                |                    |
| 15     | 香港   | 張立衡 ( Cheung, Lap Hang )     | 1991年6月24日  | 2012年   | 青年軍         |                    |
| 16     | 香港   | 單樹濠 ( Sin, Shu Ho )          | 1997年9月18日  | 2018年   |                |                    |
| 17     | 香港   | 徐偉傑 (Chui, Wai Kit )         | 1988年11月10日 | 2013年   | 中西區         |                    |
| 18     | 香港   | 劉鎮祥 ( Lam, Chun Cheung )     | 1997年7月15日  | 2015年   | 青年軍         |                    |
| 25     | 香港   | 張天朗 ( Cheung, Tin Long )     | 1994年3月2日   | 2019年   |                | 新加盟             |
| 中場   |        |                                 |                |          |                |                    |
| 8      | 香港   | 鄭景安 ( Cheng, King On )       | 1989年9月11日  | 2012年   |                | 副隊長             |
| 10     | 香港   | 李嘉偉 ( Li, Ka Wai )           | 1994年7月23日  | 2017年   | 衛士博體育會   |                    |
| 11     | 香港   | 梁駿偉 ( Leung, Chun Wai )      | 1994年5月24日  | 2017年   | 駒騰體育會     |                    |
| 12     | 香港   | 黃俊傑 ( Wong, Chun Kit)        | 1999年2月3日   | 2018年   | 青年軍         |                    |
| 14     | 香港   | 黃諾行 ( Wong, Lok Hun )        | 1993年9月17日  | 2012年   | 青年軍         |                    |
| 19     | 香港   | 蕭呈朗 ( Siu, Ching Long )      | 1995年3月15日  | 2018年   |                |                    |
| 22     | 香港   | 黃晧城 ( Wong, Ho Shing )       | 1996年3月25日  | 2015年   | 青年軍         |                    |
| 27     | 香港   | 葉祝軍 ( Ip, Chuk Kwan )        | 1995年3月24日  | 2019年   | 大聯盟足球學院 | 新加盟             |
| 28     | 香港   | 陳萬曦 ( Chan, Man Hei )        | 1996年6月21日  | 2019年   |                | 新加盟             |
| 29     | 香港   | 何冠智 ( Ho, Kung Chi )         | 1988年7月29日  | 2018年   |                |                    |
| 前鋒   |        |                                 |                |          |                |                    |
| 2      | 香港   | 歐尚文 ( Au, Sheung Man )       | 1998年8月31日  | 2017年   | 騰翱聖約瑟     |                    |
| 7      | 香港   | 李俊諺 ( Lee, Chon In )         | 1989年9月24日  | 2012年   |                |                    |
| 9      | 香港   | 關明德（Kwan, Ming Tak Milton） | 1991年2月5日   | 2017年   |                |                    |
| 21     | 香港   | 劉曉瀛 ( Lau, Hiu Ying Romeo )  | 1995年1月5日   | 2014年   | 青年軍         |                    |
| 24     | 香港   | 張子健 ( Cheung, Tsz Kin )      | 1992年11月1日  | 2012年   | 黃大仙         | 2010年度球會青年軍 |
| 26     | 香港   | 沈子康 ( Sham, Tsz Hong )       | 1992年12月5日  | 2019年   | 大聯盟足球學院 | 新加盟             |

### 離隊球員及管理層及職員（2019/20）
| 國籍                       | 球員名字                | 位置       | 出生日期      | 加盟球會     |            |
| 夏季轉會窗                 | 夏季轉會窗              | 夏季轉會窗 | 夏季轉會窗    | 夏季轉會窗   | 夏季轉會窗 |
| -------------------------- | ----------------------- | ---------- | ------------- | ------------ | ---------- |
| 香港                       | 蔡偉豪（Choi Wai Ho）   | 後衛       | 1994年7月22日 |              |            |
| 香港                       | 朱柏彥（Chu Pak Ying）  | 後衛       | 1993年5月25日 |              |            |
| 香港                       | 呂字翊（Lui Yu Yik）    | 中場       | 1995年5月30日 | 葛士寶五人隊 |            |
| 香港                       | 鍾偉麟（Chung Wai Lun） | 中場       | 1995年7月31日 |              |            |
| 香港                       | 譚逸謙（Tam Iat Him）   | 前鋒       | 1993年9月29日 | 葛士寶五人隊 |            |
| 非轉會窗時期(夏季轉會窗後) |                         |            |               |              |            |
| 冬季轉會窗                 |                         |            |               |              |            |
| 非轉會窗時期(冬季轉會窗後) |                         |            |               |              |            |

## 五人足球隊
葛士寶朋友現正於香港五人足球聯賽乙組參賽   。

### 球員名單
教練：凌志雄
- 1號龍門趙汝霆
- 6號前鋒譚逸謙
- 8號前鋒譚偉洋
- 10號前鋒張其富
- 11號前鋒黃有義
- 13號後衛溫鴻洋
- 14號後衛呂宇翊
- 15號後衛吳凱明
- 16號前鋒陳竣鋒
- 23號龍門陳煒然
- 30號龍門張偉江

## 球會贊助商及合作伙伴
- Buddies For Life 童望工作坊
- Design By God
- Energy Watt沛力特電解飲品（页面存档备份，存于）
- FCV國際足球學院
- Free Point Clothing Warehouse
- GOD STRIKER
- INJOY Health
- Odaban（页面存档备份，存于）
- TT站（页面存档备份，存于）
- Vortex（页面存档备份，存于）
- 創世電視
- 影音使團
- 萬友富士自動販賣機

## 曾效力球員

### 本地球員
| 西貢朋友時期曾效力球員 - 本地球員 | 西貢朋友時期曾效力球員 - 本地球員 | 西貢朋友時期曾效力球員 - 本地球員 | 西貢朋友時期曾效力球員 - 本地球員 | 西貢朋友時期曾效力球員 - 本地球員 | 西貢朋友時期曾效力球員 - 本地球員 | 西貢朋友時期曾效力球員 - 本地球員 | 西貢朋友時期曾效力球員 - 本地球員 | 西貢朋友時期曾效力球員 - 本地球員 | 西貢朋友時期曾效力球員 - 本地球員 |
| --------------------------------- | --------------------------------- | --------------------------------- | --------------------------------- | --------------------------------- | --------------------------------- | --------------------------------- | --------------------------------- | --------------------------------- | --------------------------------- |
| 何容興                            | 顧寧聰                            | 黎柏勇                            | 李思龍                            | 李思明                            | 李偉和                            | 梁德輝                            | 潘文俊                            | 黃文傑                            |                                   |
| 黃偉德                            |                                   |                                   |                                   |                                   |                                   |                                   |                                   |                                   |                                   |

### 外援球員
| 湯美 | 安馬遜 | 羅列 |

### 本地球員
| 陳智強 | 陳嘉俊 | 陳國培 | 陳煒承 | 張子健 | 張偉江 | 鄭卓林 | 楊明俊 |
| 蔡深港 | 蔡偉豪 | 鄒迪匡 | 朱柏彥 | 鍾偉豪 | 鍾偉麟 | 方海鍵 | 傅銘程 |
| 許少倫 | 鄺俊豪 | 林俊賢 | 林沛倫 | 黎廣業 | 甄偉明 | 李康林 | 李文峯 |
| 梁灝明 | 梁文澤 | 梁樹榮 | 凌仲生 | 凌偉駿 | 盧振信 | 盧遠恆 | 呂偉超 |
| 呂字翊 | 陸俊威 | 駱哲峰 | 龍震宇 | 梅俊恩 | 文廷軒 | 吳家銘 | 伍思律 |
| 黃耀裕 | 彭敬揮 | 蘇庭鋒 | 譚偉國 | 譚逸謙 | 譚裕暉 | 鄧耀宗 | 杜展銘 |
| 唐家賢 | 謝雋笙 | 曾天麒 | 謝偉楠 | 董浩然 | 黃澤銘 | 黃大志 | 黃應麟 |

## 聯盟球會
| 天主教大學競技俱樂部         | 智利 | 智利甲組足球聯賽     |
| 龍城康體                     | 香港 | 香港丙組聯賽         |
| Bangkok Christian College FC | 泰國 | Thai League 4        |
| 航源足球隊                   | 台灣 | 台灣企業甲級足球聯賽 |

## 外部連結
- 香港足球總會網頁球會資料（页面存档备份，存于）
- 香港足球體育事工官方網站（页面存档备份，存于）
- 葛士寶足球會官方網站
- 葛士寶足球會官方Facebook專頁
- 葛士寶足球會官方Instagram帳戶
- 葛士寶足球會孟加拉Facebook專頁
- 尋找每一個葛小寶足球台Facebook專頁
- Buddies For Life童望工作坊Facebook專頁
- Design By God Facebook專頁
- FCV國際足球學院Facebook專頁
- Free Point Clothing Warehouse Facebook專頁
- GOD STRIKER Facebook專頁
- INJOY Health Facebook專頁
- TT站汽車服務有限公司Facebook專頁（页面存档备份，存于）
- Vortex Flashlight Facebook專頁（页面存档备份，存于）
- 萬友富士自動販賣機Facebook專頁